# Kolyivchtchyna
Kolyivchtchyna (en ukrainien : Коліївщина ; russe : Колиивщина ; polonais : koliszczyzna) est un soulèvement des cosaques Haïdamaks de la rive droite du Dniepr en juillet 1768 jusqu'en juin 1769. La Kolyivchtchyna est surtout connue pour le massacre d'Ouman. 

## Dans la culture
Le film Kolyivchtchyna de Ivan Kavaléridzé, tourné en 1931 parle de cette étape de l'histoire ukrainienne.

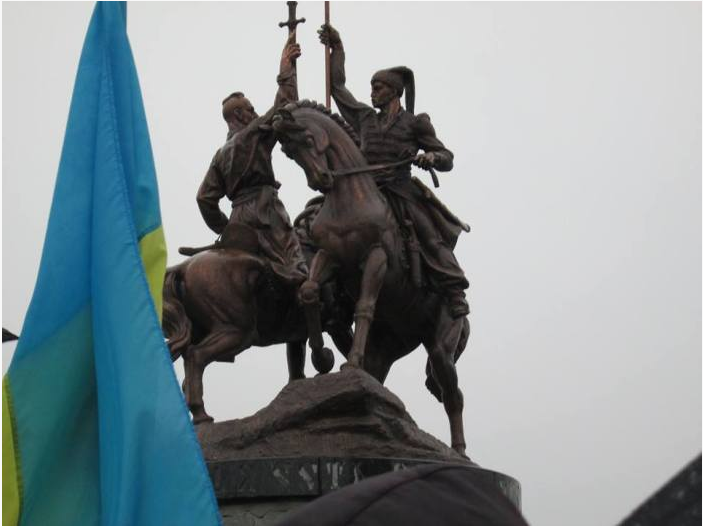
Zalizniak et Gonta, monument à Ouman.